# Moteur RB Nissan
 (mai 2025).
Si vous disposez d'ouvrages ou d'articles de référence ou si vous connaissez des sites web de qualité traitant du thème abordé ici, merci de compléter l'article en donnant les références utiles à sa vérifiabilité et en les liant à la section « Notes et références ».
Le moteur RB Nissan est un moteur thermique automobile à combustion interne, essence quatre temps, à six cylindres en ligne de 2,0 à 3,0 litres de cylindrées conçu par Nissan. Il est dérivé du six cylindres Nissan L20A qui à le même alésage et la même course sur le modèle RB20.
Chaque moteur RB est doté d'un bloc moteur en alliage de fer et de fonte et d'une culasse en aluminium. Les versions SOHC sont équipées de 2 soupapes par cylindre et les versions DOHC de 4 soupapes par cylindre avec une soupape par came. Tous les moteurs RB sont pourvus d'arbres à cames entraînés par courroie. Les modèles turbo sont munis d'un turbocompresseur avec intercooler (excepté les moteurs SOHC RB20ET et les moteurs RB30ET) et la plupart ont une soupape de décharge (excepté une fois adapté aux Nissan Laurel et au Nissan Cefiro) pour réduire la surpression subite quand la commande des gaz est fermée.
Ce moteur est fabriqué à Yokohama au Japon de 1985 à 2004. La production du RB26 reprend en 2019 pour remplacer les exemplaires déjà produits.

## Course et alésage
Tous les moteurs Nissan suivent une convention de nomination identifiant la famille de moteur (dans ce cas-ci, RB).
Les dimensions pour les moteurs RB :
- RB20 – 2,0 L (1 998 cm3, alésage : 78,0 mm, course : 69,7 mm)
- RB24 – 2,4 L (2 428 cm3, alésage : 86,0 mm, course : 69,7 mm)
- RB25 – 2,5 L (2 498 cm3, alésage : 86,0 mm, course : 71,7 mm)
- RB26 – 2,6 L (2 568 cm3, alésage : 86,0 mm, course : 73,7 mm)
- RB30 – 3,0 L (2 982 cm3, alésage : 86,0 mm, course : 85,0 mm)
- "D" indique un double arbres à cames en tête (DOHC), contrairement au simple arbre à cames en tête (SOHC)
- "E" indique que le moteur a une injection électronique par opposition au carburateur
- "S" indique que le moteur est à carburateur
- "T" indique que le moteur a d'origine un turbocompresseur
- "TT" indique que le moteur a d'origine un double-turbocompresseur
- "P" indique que le moteur fonctionne au GPL (gaz de pétrole liquéfié)

## RB20
Une variété de moteur 2,0 L RB20 est produite :
- RB20E - simple arbre à cames (SOHC) (85 à 96 kW (115 à 130 ch) à 5 600 tr/min, 167 à 181 N m (17 à 18,5 mkg) à 4 400 tr/min)
- RB20ET - simple arbre à cames (SOHC) à turbocompresseur (107 à 125 kW (145 à 170 ch) à 6 000 tr/min, 206 à 216 N m (21,0 à 22,0 mkg) à 3 200 tr/min)
- RB20DE - double arbre à cames en tête (DOHC) (110 à 121 kW (150 à 165 ch) à 6 400 tr/min, 181 à 186 N m (18,5 à 19 mkg) à 5 600 tr/min)
- RB20DET - double arbre à cames en tête (DOHC) à turbocompresseur (129 à 158 kW (175 à 215 ch) à 6 400 tr/min, 226 à 265 N m (23,0 à 27,0 mkg) à 3 200 tr/min)
- RB20P - simple arbre à cames (SOHC) (69 kW (94 ch) à 5 600 tr/min et 142 N m (14,5 mkg) à 2 400 tr/min)
- RB20DET-R - double arbre à cames en tête (DOHC) à turbocompresseur (154 kW (210 ch) à 6 400 tr/min, 245 N m à 4 800 tr/min)
- RB20DE NEO - double arbres à cames en tête (DOHC) (114 kW (155 ch) à 6 400 tr/min, 186 N m à 4 400 tr/min) (amélioration du couple à bas-régime, réduction de la consommation et des émissions polluantes)

Les premiers moteurs RB20E/ET/DE/DET ont été adaptés à la Skyline R31. Les premiers moteurs Nissan à double arbres à cames ont été appelés 'Red Top' en référence à leur couvre-culasse de couleur rouge. Les premiers moteurs à double arbres à cames ont comporté le dispositif NICS (Nissan Induction Control System = Système de contrôle d'induction de Nissan) qui était le nouveau système d'injection, tandis que les moteurs à simple arbre à cames employaient toujours le ECCS (Electronically Concentrated Control System = Système de contrôle électronique de concentration). Plus tard les moteurs à double arbres à cames 'Red Top' ont été utilisés pour la série des Skyline R31 fin 1987 avant d'utiliser le système ECCS et un arrangement différent du collecteur d'admission.
Le RB20E a également été adapté à certaines Holden Commodore (le Commodore VL) vendu en Nouvelle-Zélande, et également à l'A31 Cefiro. La Z31 200ZR a été équipé d'un type de RB20DET équipé du système NICS avec un intercooler.

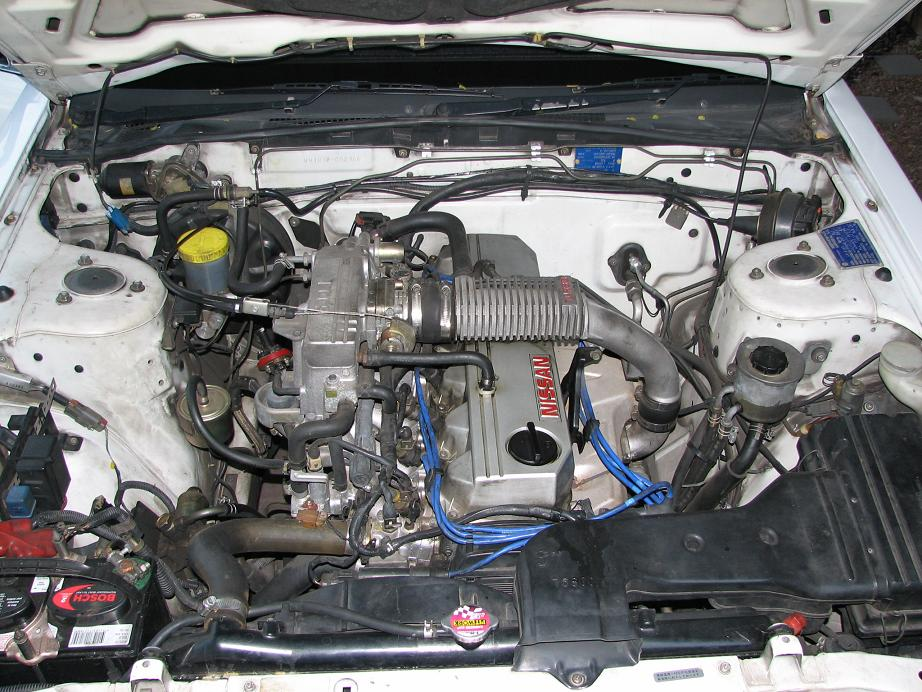
Moteur RB20DET de Nissan Passage Wagon.

Les Nissan Laurel, Skyline R32 et Cefiro ont utilisé la seconde série du RB20E/DE/DET (1988-1993). Ceci ont eu une conception principale améliorée, et ont utilisé le système d'injection ECCS. Les moteurs antérieurs étaient reconnus comme moteurs à 'Silver Top' (couvre culasse de couleur argentée).
Le RB20DET-R a été utilisé sur la Nissan Skyline GTS-R (HR31). Il a été limité à 800 unités.
Le RB20P est la version GPL du RB20, mais avec 12 soupapes (SOHC).

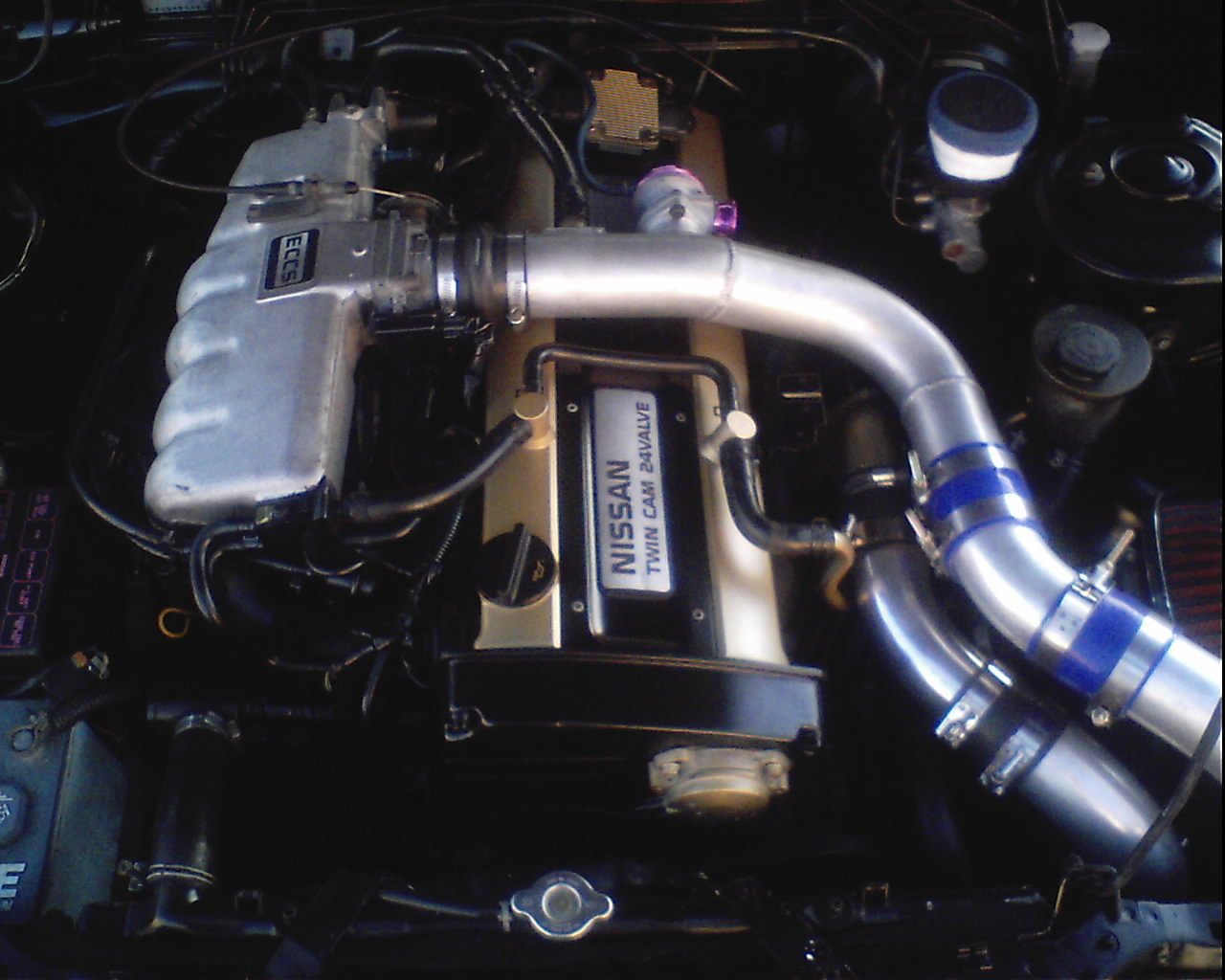
Moteur RB20DET swap de 240SX.

## RB24S
Il n'a pas été produit pour le marché japonais, il a été adapté à la conduite à gauche du Nissan Cefiros exporté de nouveau du Japon. Mécaniquement il est fait à partir d'une culasse de RB30E, d'un bloc de RB25DE/DET et d'un vilebrequin de RB20DE/DET avec des pistons de 34 mm. Ce moteur a utilisé des carburateurs au lieu du système d'injection de carburant ECCS de Nissan. Une modification commune est d'adapter au double arbre à cames en tête provenant d'une autre série de moteurs RB tout en maintenant l'installation avec carburateur. La forme standard du simple arbre à cames produit 141 ch à 5 000 tr/min et 20,1 mkg (197 N m) de couple à 3 000 tr/min.

## RB25

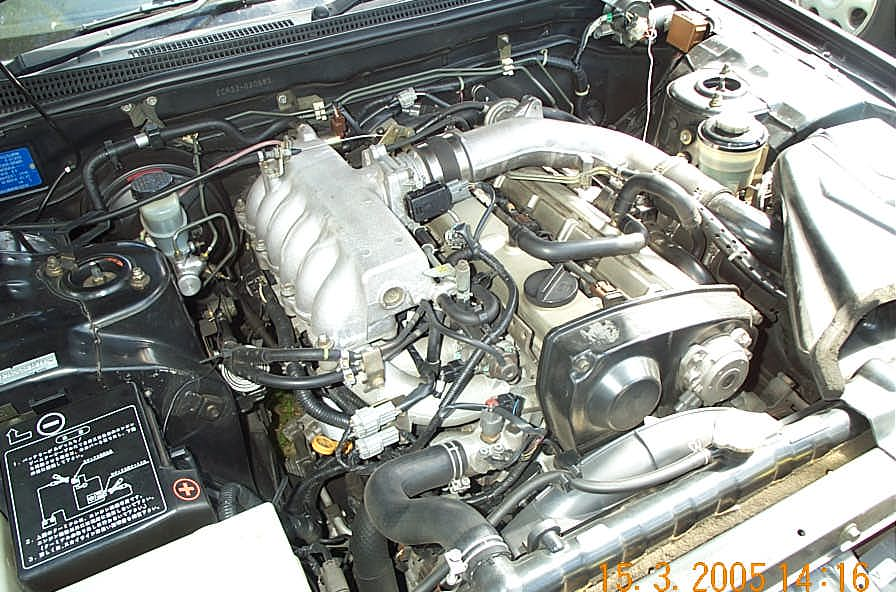
Moteur RB25DET de Nissan Skyline R33 GTS-T.

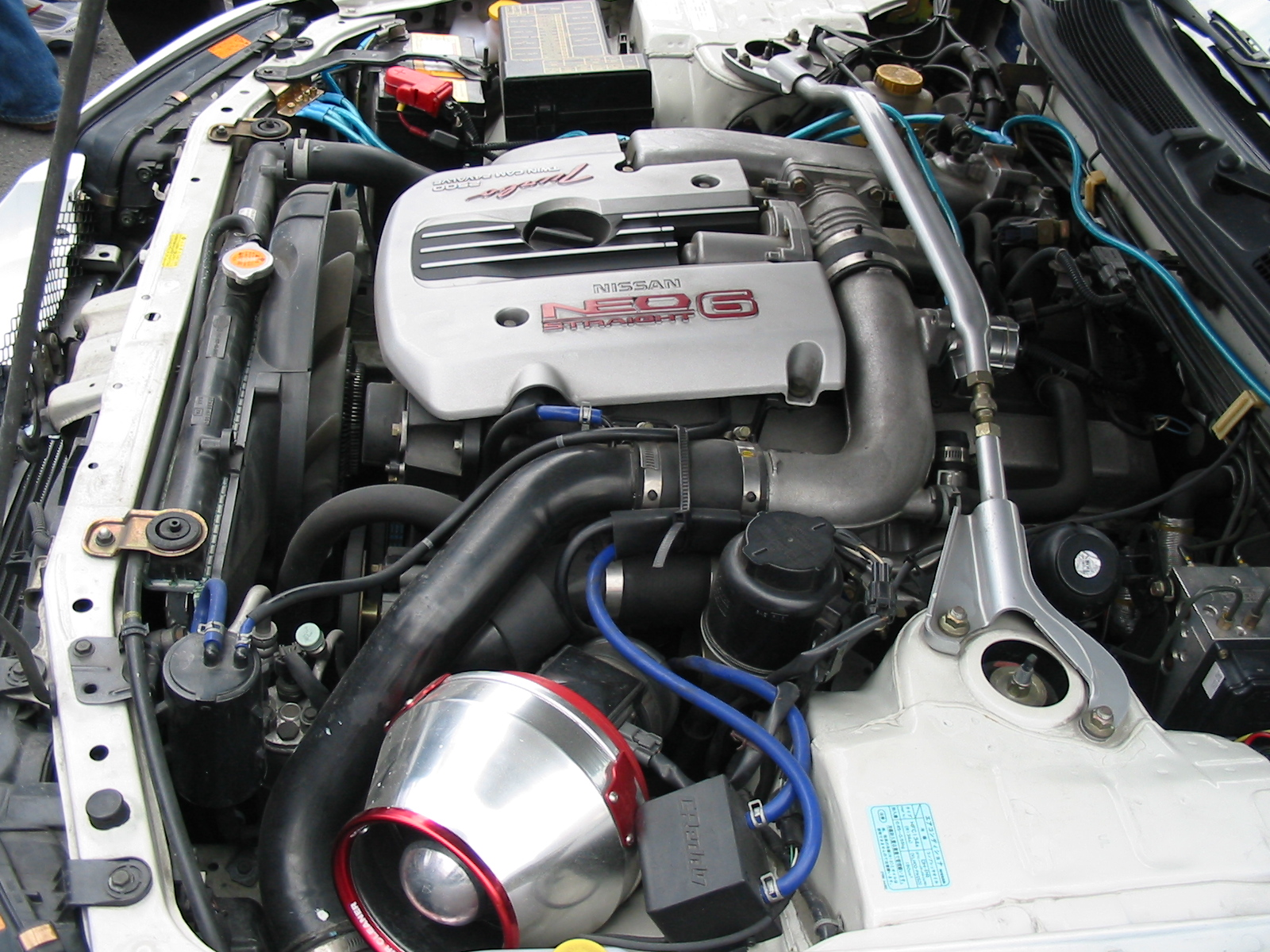
Moteur NEO RB25DET de Nissan Skyline R34 GT-T.

Le moteur 2,5 litres RB25 a été produit sous trois formes :
- RB25DE - version atmosphérique (sans turbo) - double arbres à cames 140 kW/190 ch et 147 kW/200 ch (avec VCT(système de variation de cames)) à 6 000 tr/min, 255 N m (26,0 mkg) à 4 000 tr/min)
- RB25DET - double arbre à cames - turbocompresseur (T28 Turbo) (245 à 250 ch et 319 N m)
- NEO RB25DET double arbre à cames - turbocompresseur (206 kW (280 ch) à 6 400 tr/min, 362 N m (37,0 mkg) à 3 200 tr/min)

Les moteurs RB25DE/DET ont été produits à partir d'août 1993 et ont également comporté le NVCS (Nissan Variable Cam System = Système de variation des cames) pour la came de tubulure d'admission. Ceci a donné au nouveau RB25DE plus de puissance et de couple à un régime moteur inférieur au modèle précédent.
En mai 1998 une nouvelle culasse a été adaptée, ce qui a permis au moteur d'être classifié comme moteur de véhicule à faibles émissions (VEL). Le moteur en version atmosphérique et sans VCT a été adapté à la Skyline R32, le moteur avec VCT et turbocompresseur a été adapté à la Skyline R33 et à la WC34 Stagea. Les Skyline R34 ont également utilisées ces moteurs, mais elles ont été équipées des nouvelles culasses.

## RB26

### RB26DETT

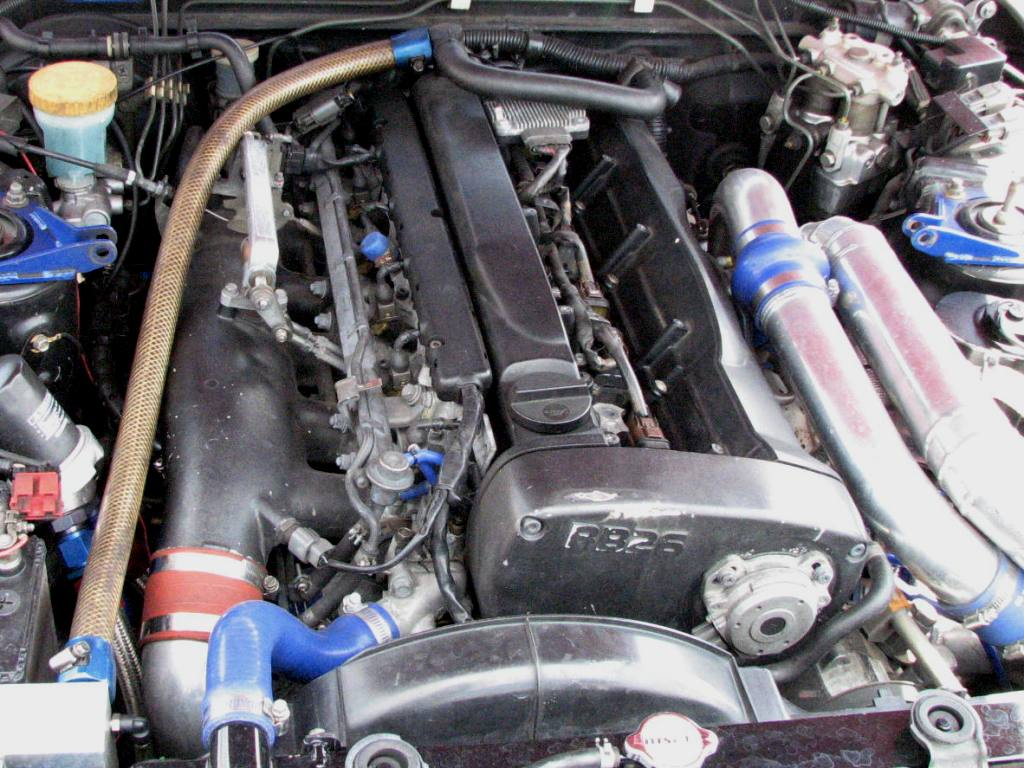
Moteur RB26DETT de Nissan Skyline R33 GT-R.

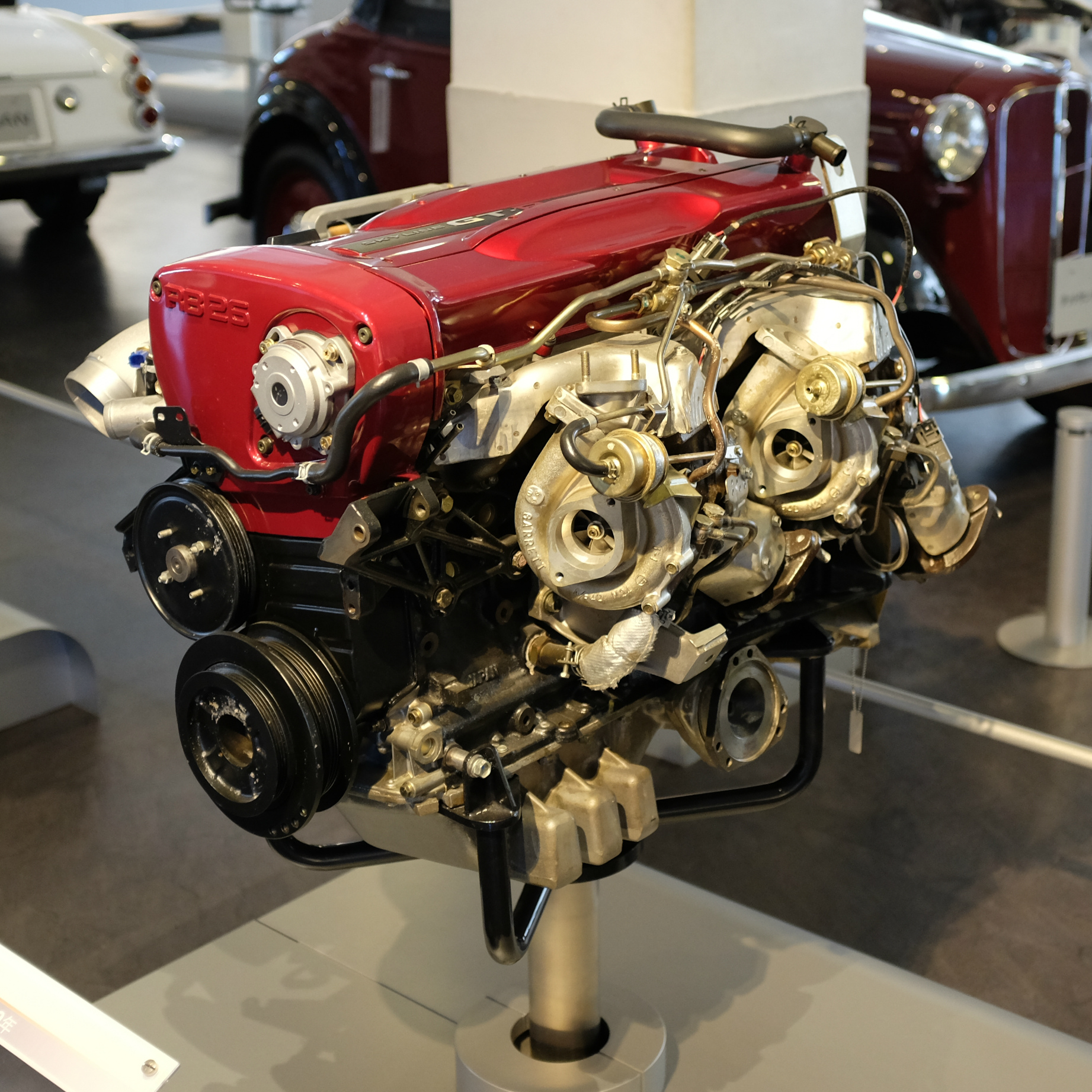
Moteur RB26DETT au musée Nissan à Yokohama.

Le moteur RB26DETT est un moteur de 2,6 litres (2 568 cm3) construit par Nissan, pour être principalement utilisé dans les Nissan Skyline GT-R. Le bloc moteur du RB26DETT est fait à partir d'un alliage de fer et de fonte, et la culasse est faite à partir d'aluminium. La culasse contient 24 soupapes (4 soupapes par cylindre), et utilise un double arbres à cames en tête. L'admission est composée de 6 papillons d’admission disposée en 2 paires de 3. Le moteur emploie également un système bi-turbo en parallèle, avec le premier turbo actionné par les 3 premiers cylindres, et que le second turbo actionné par les 3 derniers cylindres. Les turbocompresseurs Garrett T25 sont de taille égale, et leurs wastegates limiter la surpression à 0,7 bar, alors que la Skyline GT-R est construite pour que les wastegates gardent la surpression en dessous de 1 bar.
Les premières versions sont mesurées pour 280 ch (206 kW) à 6 800 tr/min et 353 N m à 4 400 tr/min. Les derniers modèles sont mesurés à 316 ch (235 kW) à 6 800 tr/min et 392 N m à 4 400 tr/min.
Les moteurs RB26 de Skyline R32 d'avant 1992 présentent un problème de lubrification, la surface où le vilebrequin et l'huile moteur se rejoignent était trop étroitement usinée, elle menait à une rupture de la lubrification à un régime moteur élevé. Ce problème fut donc réglé pour les versions suivante du RB26.
À l'origine la GT-R R32 a été prévu pour avoir un 2,4 L RB24DETT, et courir dans la classe 4 000 cm3 dans les règles du groupe A (la cylindrée des moteurs est multipliée par 1,7 si le moteur est turbo compressé). C'était quand Nismo a commencé à concevoir la GT-R R32 pour pouvoir courir en groupe A. Mais quand les ingénieurs ont ajouté le système transmission intégrale, ils rendirent la voiture plus lourde et moins compétitive. Nismo prit la décision de construire un moteur bi-turbo de 2,6 litres de cylindrée, et de courir dans la classe 4 500 cm3, ayant pour résultat le RB26DETT connu aujourd'hui.
La GTR-R34 reçoit des turbos T28 à roulements à billes mais conserves une turbine en céramique. Le modèles à turbine en acier sont la R32 Nismo, R32-R33-R34 N1 et R34 Nür spec.
Le RB26DETT a été employé dans :
- Nissan Skyline GT-R R32 ;
- Nissan Skyline GT-R R33 ;
- Nissan Skyline GT-R R34 ;
- Nissan Stagea 260RS ;
- Tommy Kaira ZZ II.

### RB26DETT N1
Le RB26DETT N1 est une version modifiée du moteur RB26DETT, développée par Nismo (Nissan Motorsports) pour les courses de catégories groupe A et groupe N. Nismo a constaté que le moteur RB26DETT standard exigeait trop d'entretien pour l'usage en course en groupe A ou en groupe N et a par conséquent conçu le bloc N1. Nismo a équilibré le vilebrequin selon des spécifications plus élevées que le vilebrequin de série, comme le moteur RB26DETT éprouve des régimes moteurs entre 7 000 et 8 000 tr/min. Le moteur a également reçu des voies d'eau (ou canalisations moulées dans le bloc moteur) améliorées dans le bloc moteur. Les segments supérieurs de piston ont été également améliorés à 1,2 millimètre. Pour le moteur N1 les arbres à cames et les turbocompresseurs ont également été améliorés.
Bien que toutes les versions du moteur RB26DETT N1 utilisent des turbocompresseurs Garrett T25, les spécifications des turbocompresseurs ont changé pour les 3 générations du moteur RB26DETT N1 (R32, R33, et R34). Les versions R32 et R33 ont utilisé des turbocompresseurs T25 avec coussinets. Le moteur RB26DETT N1 de R34 a utilisé des turbocompresseurs Garrett GT25 (qui utilisent un roulement à billes, et ont une réponse plus rapide qu'un coussinet dû au frottement réduit).
La plus grande différence entre les turbocompresseurs utilisés dans le moteur N1, et le moteur RB26DETT standard, est que la turbine dans le turbocompresseur est faite à partir d'acier, plutôt qu'en céramique, utilisé pour les turbocompresseurs standard de RB26DETT. Les turbines en céramique s'avèrent très incertaines une fois utilisées à températures élevées (comme quand les turbocompresseurs sont utilisés à une surpression plus élevée que celle de série).
Le bloc moteur RB26DETT N1 de Nismo emploie des alésages de 86 mm qui peuvent être réalésés jusqu'à 87 mm ou à 88 mm. Le bloc N1 est embouti avec une marque d'identification 24U, tandis que le bloc standard RB26DETT est identifié par 05U. Le bloc RB26DETT N1 est compatible avec tous les compartiments moteur de Skyline GT-R.

## RB28 Z2
Moteur utilisé dans la Nissan Skyline GT-R Z-Tune.
Il emploie le bloc RB26 N-1 modifié avec des pièces Nismo, réalésé et à la course augmentée (2,8 L - 87,0 × 77,7 mm).
Le RB28Z2 produit 500 ch (368 kW) et 540 N m de couple.

## RB30
Quatre modèles de RB30 3,0 L ont été produits :
- RB30S - carburateur - simple arbre à cames (SOHC)
- RB30E  - injection électronique - simple arbre à cames (SOHC) (114 kW à 5 200 tr/min, 247 N m (25,2 mkg) à 3 600 tr/min)
- RB30E R31 Skyline - injection électronique - simple arbre à cames (117 kW à 5 200 tr/min, 252 N m (25,2 mkg) à 3 600 tr/min)
- RB30ET VL Commodore - injection électronique - simple arbre à cames turbo (150 kW à 5 600 tr/min, 296 N m à 3 200 tr/min)

Ce moteur a été produit parce que le Holden 202 (3,3 L) qui équipait l'Holden Commodore ne répondait plus aux exigences d'émissions polluantes, et avec toutes les nouvelles voitures exigées pour courir avec de l'essence sans plomb à partir de 1986, un remplacement rapide était nécessaire. Nissan a vendu le RB30E à Holden pour le Commodore VL. Le RB30E dans le VL a souffert de la fissuration de culasse due au radiateur étant positionné plus bas dans le compartiment de moteur, entraînant des bulles d'air dans la culasse. Le RB30S a été trouvé dans quelques Skyline R31 du Moyen-Orient et dans certains Nissan Patrol. Le RB30E a été trouvé dans les Skyline R31 et les Commodore VL en Australie aussi bien que dans les Skyline R31 sud-africain (avec (126 kW) à 5 000 tr/min et 260 N m à 3 500 tr/min).
Le RB30ET turbo compressé (produisant 150 kW) a été trouvé seulement dans les Commodore VL (disponible dans tous les Calais) et composé d'une compression inférieure à l'extrémité du RB30E, une pompe d'huile plus puissante, un turbocompresseur T3 Garrett, des injecteurs de 250 cm3 et une tubulure d'admission différente. Le moteur lui-même est aujourd'hui encore populaire (sous une forme fortement modifiée) sur le circuit de dragster australien.
Nissan Spécial Vehicles Division Australia (la division spéciale Australie de véhicules de Nissan) a produit deux modèles limités de Skyline R31, la GTS1 et la GTS2. Ceux-ci ont contenu des moteurs légèrement plus puissants de RB30E, contenant des cames plus pointues et des échappements améliorés.
- GTS1 RB30E - injection électronique simple arbre à cames (130 kW à 5 500 tr/min, 255 N m (2,0 mkg) à 3 500 tr/min) - profil spécial d'arbre à cames, échappement spécial.
- GTS2 RB30E - injection électronique simple arbre à cames (140 kW à 5 600 tr/min, 270 N m (27,5 mkg) à 4 400 tr/min) - profil spécial d'arbre à cames, échappement spécial, ordinateur de bord, mise en communication de valve.

### RB30DE
Ces moteurs rares ont été utilisés dans le Tommy Kaira M30 basé sur la Skyline GTS-R R31. Une culasse modifiée de RB20DE a été au-dessus du bloc RB30E. Il délivre 177 kW (240 ch) à 7 000 tr/min et 294 N m (30,0 mkg) à 4 800 tr/min.

### RB30DET

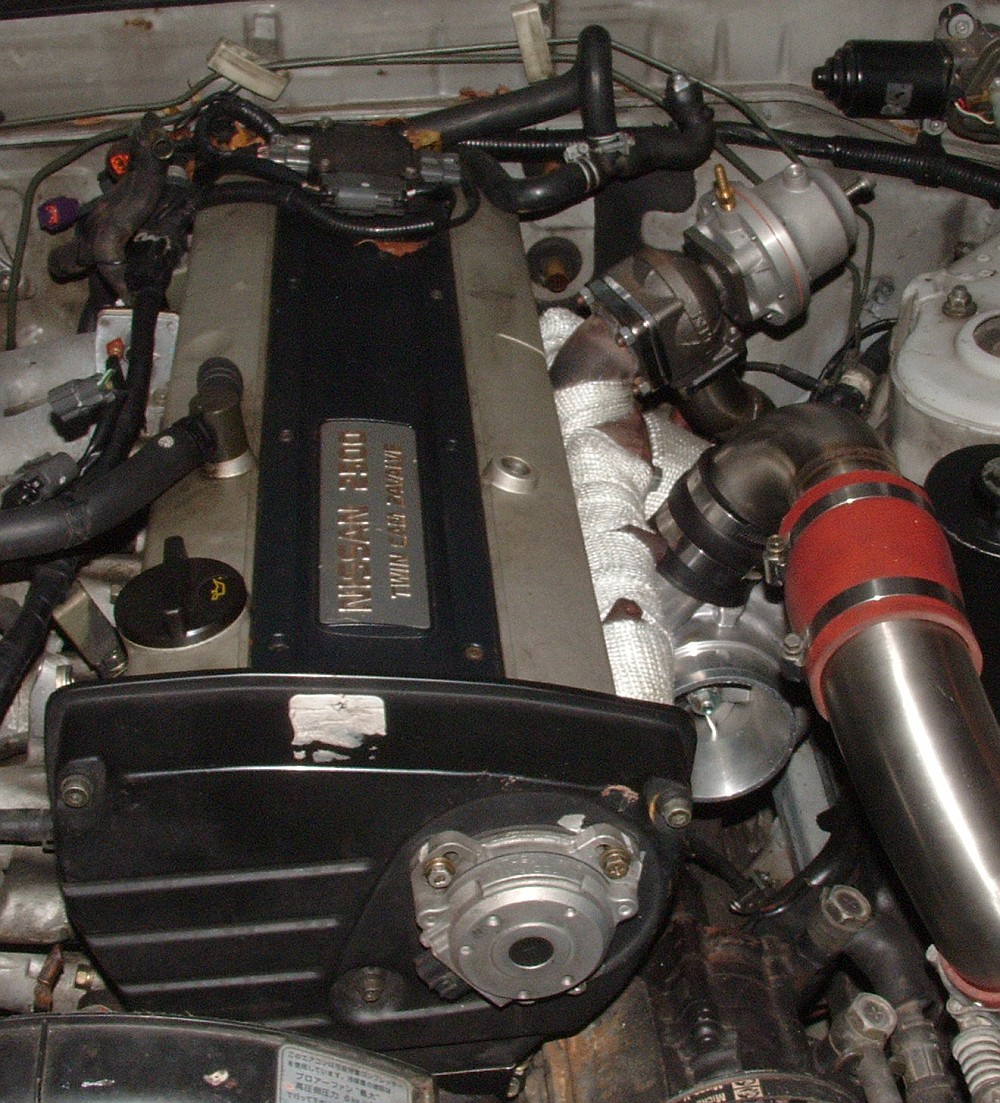
Moteur Nissan RB30DET.

Nissan n'a pas produit ce moteur, mais il se rapporte à un moteur turbo compressé comportant un bloc de RB30E avec une conversion de culasse à double arbre à cames en tête. Hybride commun dans l'Australasie (désignée sous le nom du RB25/30 ou le RB26/30) utilisant une extrémité inférieure de RB30E joint à une culasse de RB25DE, de RB25DET ou de RB26DETT et turbo (des culasses de RB20DE et de DET ne sont pas utilisées car les alésages sont différents; RB30 86,0 mm RB20 78,0 mm).